# Kaple Nejsvětějšího Srdce Ježíšova (Oblanov)
Kaple Nejsvětějšího Srdce Ježíšova, někdy nepřesně zvaná kaple Panny Marie je novogotická sakrální stavba v Oblanově, místní části města Trutnova. Kaple není památkově chráněna.

## Historie
Kaple byla vystavěna v roce 1906. Od počátku trpěla prosakováním spodní vody a záhy také zanedbávanou údržbou. Až v letech 2016–2017 proběhla její zásadní rekonstrukce. V roce 2018 byl pak restaurován mobiliář kaple. Poté, na podzim téhož roku, byla kaple znovu vysvěcena trutnovským arciděkanem Jánem Kubisem. Zároveň byl do věžičky nad kaplí zavěšen nový zvon.

## Stavební podoba
Kaple je jednolodní malá stavba cihlová stavba. Cihly jsou z venkovní strany neomítané. Závěr kaple je trojboký. Nad vstupním průčelím je čtyřboká věžička typu sanktusníku, ve které je zavěšen malý zvon. V interiéru kaple je malý oltář v barokním tvarosloví. V jeho centrální části je osazen Mariánský obraz (jedná se o typizovaný nehodnotný obraz, který lze vidět ve stejné podobě i na mnoha jiných místech). Po stranách oltáře jsou zavěšeny další obrazy, zřejmě ze stejné doby, jako obraz na hlavním oltáři. Jedná se vesměs o mnoho podobných ztvárnění Ježíše Krista a Panny Marie.